# 塩田丸男
塩田 丸男（しおだ まるお、1924年〈大正13年〉7月27日 - ）は、日本の元新聞記者・作家・政治評論家。

## 来歴
1924年（大正13年）、山口県豊浦郡豊北町（現在の下関市）生まれ。國學院大學中退。読売新聞記者、文化放送ニュースキャスター、テレビ朝日ニュース解説者などを経て、作家・評論家となった。
サラリーマンをテーマにしたエッセイやテレビ出演で人気を得たが、1995年にフジテレビのワイドショー「おはよう!ナイスデイ」に出演した際、NHK連続テレビ小説「春よ、来い」で主役だった安田成美の降板問題に対して行った発言で、レギュラー出演していた全てのテレビ番組から降板する事態になった。
小説、エッセイなどに食をテーマとした諸作品があり、グルメとしても知られる。代表作に「臆病者の空」（第89回直木賞候補作）、「天からやってきた猫」（新潮社刊、NHK銀河テレビ小説原作）など。1992年（平成4年）、日本ジャーナリスト大賞受賞。
2021年、塩田が療養中であることを娘の塩田ノアがTwitterで明かしている。

## 家族
塩田の妻でもある塩田ミチル（1930～2015）、娘のノアもいずれも料理研究家である。

## 出演
情報・ワイドショー・討論番組
| 期間       | 期間      | 番組名                        | 役職                                                                    |
| ---------- | --------- | ----------------------------- | ----------------------------------------------------------------------- |
| 1985年10月 | 1986年9月 | ヤジウマ新聞（テレビ朝日）    | 月曜日コメンテーター                                                    |
| 1986年10月 | 1987年9月 | ヤジウマ新聞（テレビ朝日）    | 月・水曜日コメンテーター                                                |
| 1987年4月  | 1993年3月 | 朝まで生テレビ!（テレビ朝日） | 番組コーナー『やじ馬新聞』担当 ※1987年6月放送分には、パネリストにも出演 |
| 1987年10月 | 1993年3月 | やじうまワイド（テレビ朝日）  | 月曜日コメンテーター                                                    |
| 1992年10月 | 1996年5月 | スーパーワイド（TBSテレビ）   | 木曜日コメンテーター                                                    |

バラエティ・ラジオ番組・その他
- 大相似形テレビ（日本テレビ）
- 総務課長戦場を行く! （1994年、フジテレビ）
- たけし・逸見の平成教育委員会（フジテレビ、ゲスト解答者）
- 世界まるごとHOWマッチ（毎日放送、ゲスト解答者）
- 塩田夫妻のお茶の間放談（アール・エフ・ラジオ日本）

## 著作
- 『臆病者の空』『死なない鼠』（第89回直木賞候補作)
- 『天からやってきた猫』（新潮社刊・NHK銀河テレビ小説原作)
- 『住めば団地 : 三百万人の新しい生活』〈フロンティア・ブックス〉、弘文堂、1963年7月10日。
- 『2DK夫人』 (ポケット文春) 文芸春秋新社, 1964
- 『いじわる女房操縦法』(プレイ・ブックス) 青春出版社, 1965
- 『体験的団地生活術 サラリーマンのための生活設計ガイド』オリオン出版社, 1968
- 『男と女のテクニック』秋元書房, 1969 のち集英社文庫
- 『情報公害 : 危険な情報とはなにか』サンケイ新聞社、1970年11月10日。
- 『おもしろいケチの話が一杯の、たのしいケチの本』ベストセラーズ, 1970　「ケチの天才たち」ワニ文庫
- 『これで家が持てる 土地探しから資金づくりまで』(ベストセラーシリーズ) ベストセラーズ, 1971
- 『ビジネスマン夫婦学 夫をバイタルにする21章』日本経営出版会, 1973
- 『やりくり利殖 ちょっぴり欲が出てくる本』(アップブックス) 文潮出版, [1974
- 『やどかりの森』光文社, 1974
- 『お金びっくり事典 ヘンな話からトクする話まで』 (アップブックス) 文潮出版, 1974
- 『住まいの戦後史 日本の住宅問題』サイマル出版会、1975年。
- 『出世どころじゃない 感情的サラリーマン論』大和出版, 1976 「感情的サラリーマン論」新潮文庫
- 『不安時代の生きがい サラリーマンの新・行動哲学』(Ohtemachi books) 日本工業新聞社, 1976.7
- 『女房の旧姓 自伝的夫婦論』鎌倉書房, 1977.10 のち中公文庫
- 『新・モーレツ時代がやってきた 七転八起 男の哲学』日本経営出版会, 1977.5
- 『ダメなのはどっちだ 感情的サラリーマン論』(U books) 住宅新報社, 1977.5
- 『たたみとカワラ 住まいの日本文化論』ダイヤモンドセールス編集企画、1977年6月6日。
- 『辞書にでていない言葉の雑学事典』毎日新聞社, 1978 のち文春文庫
- 『人を魅きつける話し方 豊かなふれ合いのために』(Yomi book) 読売新聞社, 1978.12　「口下手は損ですか 面白い話をするための12章」(文春文庫)
- 『一社懸命 会社人生を考える』プレジデント社, 1979.5　のち旺文社文庫
- 『こんな女は鼻持ちならん』主婦の友社, 1980.10 のち集英社文庫
- 『天からやって来た猫』新潮社, 1980.11 のち文庫
- 『女にわかるか!男のホンネ』主婦の友社, 1980.4 のち集英社文庫
- 『上司の論理・部下の論理 タテ・ヨコ・ナナメの人間関係』PHP研究所、1980年5月31日。NDLJP:11982868。「上司のホンネ部下のタテマエ」(集英社文庫)
- 『それでもオレは課長になりたい』けいせい出版、1980年9月20日。　のち集英社文庫
- 『ジョーク雑学大百科』新潮社, 1981.12 のち文庫
- 『マージャン人生論 パイに映った人間模様』けいせい出版, 1981.3
- 『めげない男』ダイヤモンド社, 1981.5   「男はみんな恋しん坊」(中公文庫)
- 『抜擢の論理 同期に差をつける日本的出世術』徳間書店、1981年6月30日。 のち新潮文庫
- 『新・夫婦の行動学 元気よく働き、気分よく暮す方法』大和書房、1981年8月10日。
- 『出処進退の人間学』PHP研究所, 1982.10 のち新潮文庫
- 『会社人間でなにがワルい』サンケイ出版、1983年12月30日。「オレが主役男は勝負 最近ビジネス事情」 (集英社文庫)
- 『男はそれを我慢できない』新潮社, 1983.4 のち文庫
- 『事情通になる本 奇学・雑学・珍学大百科』PHP研究所, 1983.5
- 『男の掟・会社の掟 負けない・辞めない・あわてない もっと上手に生きてみよう!』PHP研究所, 1983.8 「負けない・辞めない・あわてない サラリーマンとして強く、人間として正しく」(PHP文庫)
- 『オトコの四季報』福武書店, 1984.1
- 『塩田丸男の男の自信学』ぱるす出版, 1984.4
- 『女房に読ませたい本』PHP研究所, 1984.6 のち文庫
- 『超一流、好きですか』講談社, 1985.12  「弁解無用」(講談社文庫)
- 『社長になるぞ! 長編小説』光文社, 1985.5  「社長になるぞ! サラリーマン・ドリーム小説」(光文社文庫)
- 『「我慢」のビジネス学 折合いの論理・対決の論理』〈PHP文庫〉、PHP研究所、1985年7月4日。
- 『スジを通すか、情に生きるか 当世サラリーマン行動学』〈PHP文庫〉、PHP研究所、1985年8月15日。
- 『男のシンドローム』現代書林, 1986.2
- 『言わせてもらいます。』PHP研究所, 1986.4
- 『ぼくは五度めし… グルメ出世小説』サンケイ出版, 1987.3 のち集英社文庫
- 『ぼくは天然自然主義』(グリーンアロー・ブックス) グリーンアロー出版社, 1987.5
- 『課長白書』(Sun business) 太陽企画出版, 1987.6
- 『美女・美食ばなし』(集英社文庫) 1988.11
- 『朗働のすすめ 上司に強くなる部下を強くする』世界文化社, 1988.4
- 『天下のヤジウマ』新潮社, 1988.5
- 『愛妻物語』毎日新聞社, 1988.7
- 『サラリーマンよ、星を見て歩め』(ダルマブックス. ダルマ・ビジネス) 佼成出版社, 1988.7
- 『あるグルメ伝』光文社, 1989.11
- 『人間大好き、雑談大好き』リクルート出版, 1989.2
- 『ビジネスマンのための四字熟語の処生訓』PHP研究所, 1989.6 「四字熟語ビジネス処生訓」(PHP文庫)
- 『塩田丸男の興味しんしん やじうまニュースウォッチング』日本経済通信社, 1989.6
- 『「人間関係を読む」キーワード』リクルート出版, 1990.1
- 『やじうま塩田のピリ辛とーく』全国朝日放送, 1990.10
- 『ふぐと人妻』徳間書店, 1990.3
- 『どこへ行くのヨ、日本人 塩田丸男の正論・暴論』スコラ, 1991.10
- 『嘘 その「ホント」と「ウソ」』日本商工振興会, 1991.4
- 『新・人間講座 人が見える心が読める Encyclopedia』編著. 日本実業出版社, 1993.10
- 『天下の正論ジジイの暴論』(ワニの本) ベストセラーズ, 1993.2
- 『大道すたれて本音有り こんなニッポンに誰がした』PHP研究所, 1993.4
- 『朝礼のネタ365日 賢者の名言・名句でつづる 内容・人物・日付でひける不朽のキーワード』編 (NKビジネス) 日本経済通信社, 1994.1
- 『死語読本』白水社, 1994.7 のち文春文庫
- 「耽溺れる女』 (ノン・ポシェット) 祥伝社, 1995.10
- 『十七文字の禁じられた想い 戦争が終った日の秀句一〇〇〇』編著. 講談社, 1995.8
- 『文章毒本』白水社, 1996.7
- 『紳士の台所 料理は人生の大きな快楽である』(マイライフシリーズ グラフ社, 1997.10
- 『ぐでん愚伝 酒に惚れた男の言い分』読売新聞社, 1997.11
- 『闘え!経営者 塩田丸男の苦言・提言・チョット予言』日本経営協会総合研究所, 1997.9
- 『妻との人生に悩む夫のための本 男として夫としてスッキリ解決するための知恵』中経出版, 1998.5
- 『夫との人生に悩む妻のための本 女として妻としての幸せを確かに掴む知恵』中経出版, 1998.5
- 『人体表現読本』白水社, 1998.7　のち文春文庫
- 『言いわけ読本』白水社, 2000.3
- 『心に染みいる日本の詩歌 諳んじたい名作一八二選』グラフ社, 2002.12
- 『いのちの素』新潮社, 2002.2
- 『フグが食いたい! 死ぬほどうまい至福の食べ方』(講談社+α新書) 2003.9
- 『ニッポンの食遺産』小学館, 2004.4
- 『歌で味わう日本の食べもの』白水社, 2005.2
- 『食べる日本語』(講談社+α新書) 2006.5
- 『マユツバ語大辞典』(新潮新書 2007.10
- 『思わずニヤリ。「チョット知的な」ことわざ学』赤星たみこ絵. 技術評論社, 2007.5
- 『日本詩歌小辞典』白水社, 2007.9
- 『すこやかに老いる』 (NHKシリーズ. NHKこころをよむ) 日本放送出版協会, 2010.7
- 『人生は「道連れ」 こころをよむ』 (NHKシリーズ. NHKラジオテキスト) NHK出版, 2012.10

### 共著・監修
- 『コツを伝授します 器用人間の知恵袋』(ベストセラーシリーズ) 安田ヨリコ,蒲田春樹共著. ベストセラーズ, 1972
- 『夫婦で乾杯 おもしろ酒話と自慢の肴』塩田ミチル共著. 主婦の友社, 1983.11
- 『夫婦は中年からがおもしろい』 (ライフ・カレント) 塩田ミチル共著. PHP研究所, 1983.5
- 『味はみちづれ』塩田ミチル共著. 新潮社, 1985.4
- 塩田丸男. 塩田ミチル『夫と妻の会話学 「これでも夫婦?」 「これで夫婦!」』かんき出版、1986年1月15日。
- 『塩田丸男・塩田ミチルのこんな家庭で暮らしてみたい』塩田ミチル共著. フォー・ユー, 1987.10
- 『人を動かす名言名句集 (ビッグマンスペシャル. 21世紀に生きる) 鈴木健二共監修. 世界文化社, 1998.11
- 『人を動かすスピーチ・挨拶・手紙集 (ビッグマンスペシャル. 21世紀に生きる) 鈴木健二共監修. 世界文化社, 1999.10
- 『塩田さんちの腕まくり』ミチル・ノア共著. 朝日新聞社, 1999.12
- 『人を動かす四・三・二字の熟語集 (ビッグマンスペシャル. 21世紀に生きる) 鈴木健二共監修. 世界文化社, 1999.5
- 『「入選する俳句」のつくり方 投句から始める俳句上達術のススメ』大栄総研・俳句入選研究プロジェクト 編著, 監修. 大栄出版, 1999.7

### 翻訳
- E.M.ピンセル, L.ダイアンハート『パワーランチ 昼食で勝つ交渉術』井上篤夫共訳. ティビーエス・ブリタニカ, 1985.6